# Nomada multicolor
Nomada multicolor là một loài Hymenoptera trong họ Apidae. Loài này được Ducke mô tả khoa học năm 1911.